# Mount Ida (Arkansas)
Mount Ida város az USA Arkansas államában, Montgomery megyében, melynek megyeszékhelye is. Lakosainak száma 996 fő (2020. április 1.).

## Népesség
A település népességének változása:
| Lakosok száma | 298  | 1076 | 996  |
|               | 1920 | 2010 | 2020 |